# Blees
El Blees és un riu de Luxemburg afluent del Sauer, riu al qual s'uneix a l'altura de Bleesbruck. Té 14 kilòmetres de longitud i travessa els municipis de Brandenbourg, Bastendorf, Hosingen i Hoscheid-Dickt.